# Big Kahuna Burger
Big Kahuna Burger è una catena fittizia di fast food apparsa nei film di Quentin Tarantino e Robert Rodriguez, tra cui Grindhouse, Four Rooms, Pulp Fiction, Dal tramonto all'alba e Le iene. La confezione è stata creata dal vecchio amico di Tarantino Jerry Martinez. Il ristorante è famoso soprattutto in Pulp Fiction di Tarantino, in cui il personaggio di Samuel L. Jackson, Jules, mangia un Big Kahuna Burger e osserva: "Questo è un gustoso hamburger!"
In Pulp Fiction, l'hamburger sembra essere un tipico hamburger americano di manzo con formaggio, lattuga e pomodoro su un panino di hamburger. Molti ristoranti reali hanno messo in evidenza un "Big Kahuna Burger" nei loro menu. 

## Apparizioni

### Nelle opere di Tarantino e Rodriguez
| Titolo                              | Anno | Note                                       | Descrizione |
| ----------------------------------- | ---- | ------------------------------------------ | --- |
| Le iene                             | 1992 | Scritto e diretto da Tarantino             | Il personaggio di Michael Madsen, Mr. Blonde, beve una bibita da Big Kahuna Burger.                                                                   |
| Pulp Fiction                        | 1994 | Scritto e diretto da Tarantino             | Quando nell'appartamento di Brett arrivano Vincent e Jules, quest'ultimo mangia un panino del Big Kahuna Burger.                                      |
| Four rooms                          | 1995 | Scritto e diretto da Tarantino e Rodriguez | Nel segmento "The Man From Hollywood", dopo che Ted è tornato ad ascoltare la proposta, c'è un bicchiere Big Kahuna Burger sul bar accanto ad Angela. |
| Dal tramonto all'alba               | 1996 | Scritto da Tarantino, diretto da Rodriguez | Seth Gecko, acquista il pranzo durante la permanenza al motel da Big Kahuna Burger.                                                                   |
| Le avventure di Sharkboy e Lavagirl | 2005 | Scritto e diretto da Rodriguez             | Un sacchetto Big Kahuna Burger appare sul molo durante il sogno in cui Max incontra Sharkboy.                                                         |
| Grindhouse - A prova di morte       | 2007 | Scritto e diretto da Tarantino             | Il personaggio di Kurt Russell, Stuntman Mike, chiede a Jungle Julia un cartellone pubblicitario con la scritta "vicino a Big Kahuna Burger".         |
| Dal tramonto all'alba: la serie     | 2014 | Sviluppato da Rodriguez                    | Nella prima stagione, una scena si svolge all'interno di un Big Kahuna Burger.                                                                        |
| C'era una volta a... Hollywood      | 2019 | Scritto e diretto da Tarantino             | Su un autobus di passaggio si nota un cartello pubblicitario del Big Kahuna Burger.                                                                   |

| Sausage Party: Cibopolis | 2024 | Seth Rogen, Jonah Hill, Goldberg | Nel piazzale in cui si trova il supermercato dei cibi si può notare una sede del Big Kahuna Burger |